# Bistum Nebbio

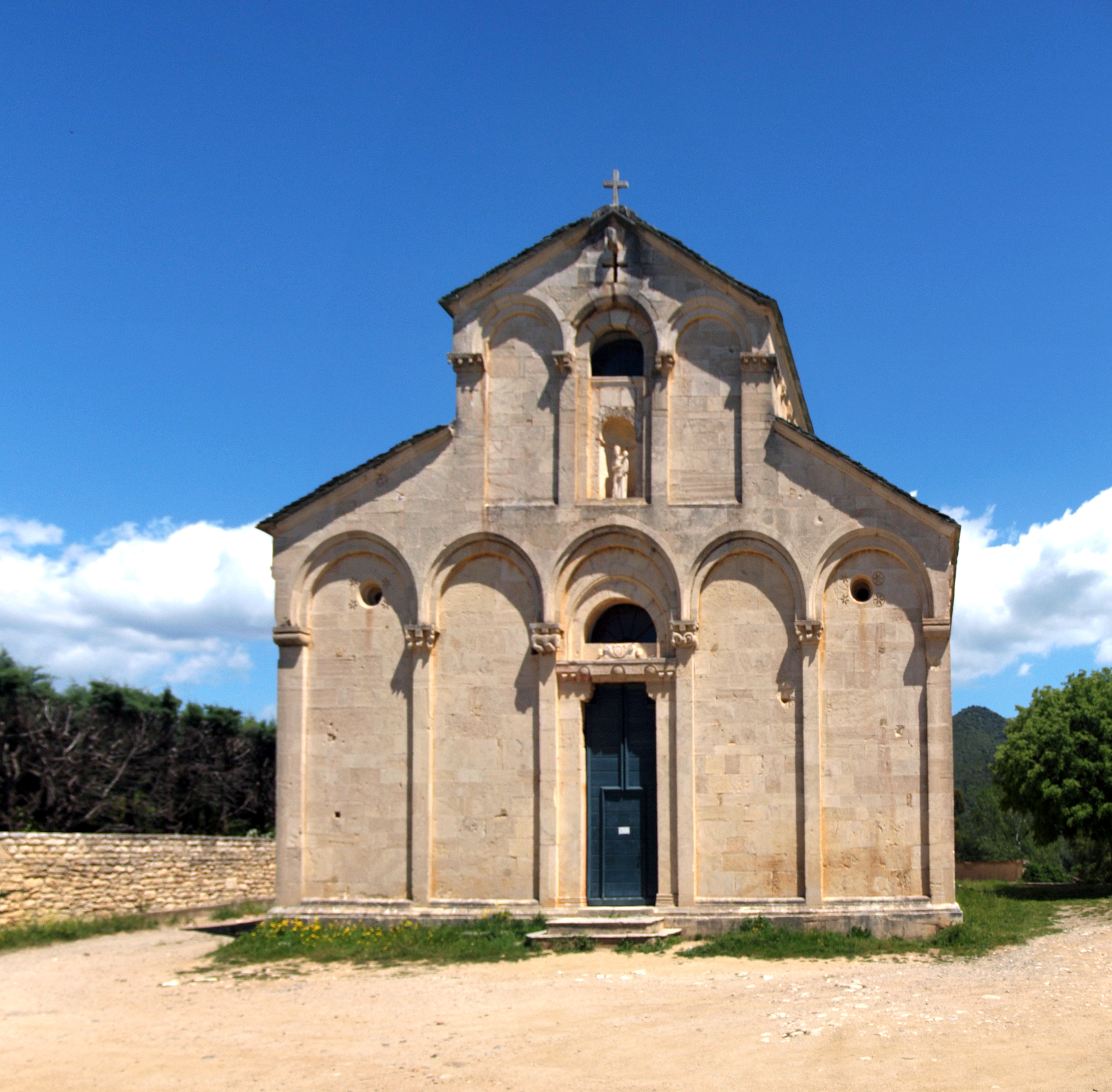
Die Kathedrale St. Marien von Nebbio

Das Bistum Nebbio (lat.: Dioecesis Nebiensis) war eine in Frankreich gelegene römisch-katholische Diözese mit Sitz in Saint-Florent. 

## Geschichte
Das Bistum Nebbio wurde im 5. Jahrhundert in der Landschaft Nebbio auf der Insel Korsika errichtet. Am 19. Mai 1133 wurde das Bistum Nebbio durch Papst Innozenz II. mit der Päpstlichen Bulle Iustus Dominus dem Erzbistum Genua als Suffraganbistum unterstellt.
Im 15. Jahrhundert wurde der Bischofssitz nach Saint-Florent transferiert.
Am 29. November 1801 wurde das Bistum Nebbio infolge des Konkordates von 1801 durch Papst Pius VII. mit der Päpstlichen Bulle Qui Christi Domini aufgelöst und das Territorium wurde dem Bistum Ajaccio angegliedert.
Im April 2002 wurde das Bistum Nebbio als Titularbistum Nebbio wiedererrichtet.